# Bonfire
Bonfire ist eine deutsche Hard-Rock-Band. Sie wurde in Ingolstadt 1972 von Hans Ziller unter dem Namen Cacumen gegründet und 1986 in Bonfire umbenannt.

## Geschichte
Der 1972 von Hans Ziller gegründeten Band Cacumen schloss sich 1978 Claus Lessmann an. Im Jahr 1981 wurde in der weiteren Besetzung mit Hans Ziller, Horst Meier-Thorn, Hans Hauptmann und Hans Forstner das erste selbstbetitelte Album von insgesamt dreien aufgenommen.
Nach der Umbenennung von Cacumen in Bonfire und dem Wechsel zur Plattenfirma BMG/RCA 1986 erschien das Bonfire-Debüt Don’t Touch the Light, woran zwei neue Mitglieder, Jörg Deisinger (Ex-Dynasty) am Bass sowie Dominik Hülshorst (Ex-Darxon) am Schlagzeug, beteiligt waren.
Im Jahr 1987 schied Dominik Hülshorst schon wieder aus; seine neue Wirkungsstätte wurde Kymera. Für ihn kam Edgar Patrik, der zuvor bei der Band Sinner gespielt hatte. Im Herbst desselben Jahres wurde das Album Fireworks veröffentlicht.
1988 verließ Gitarrist Horst Meier-Thorn aus gesundheitlichen Gründen die Band, die daraufhin Gerhard „Angel“ Schleifer von Pretty Maids verpflichtete. Während der Aufnahmen zum dritten Album Point Blank im folgenden Jahr musste Hans Ziller Bonfire wegen geschäftlicher Differenzen, die noch einige Zeit die Gerichte beschäftigen sollten, verlassen. Er gründete daraufhin seine eigene Band Ez Livin’. Anschließend wirkte Bonfire am Soundtrack zu Wes Cravens Film Shocker mit, wofür der Titel Sword and Stone aufgenommen wurde, den Paul Stanley und Bruce Kulick mit Desmond Child ursprünglich für das Kiss-Album Crazy Nights geschrieben, aber nicht veröffentlicht hatten.
Das 1991er Album Knock Out floppte. Kurz darauf verließ Claus Lessmann die Band. Ohne die beiden kreativen Köpfe Lessmann und Ziller war Bonfire am Ende. 1993 wurde praktisch postum noch ein Livealbum veröffentlicht, das, bezeichnend für den plötzlichen Misserfolg, die „Point Blank Tour“ dokumentierte statt der vorangegangenen „Knock ’Em Out Tour“, also keinen einzigen Song von Knock Out enthielt. 1993 stieß Michael Bormann als Sänger zur Band, 1994 wurde die Band nach einem letzten Konzert in Neumarkt i.d.Opf. aufgelöst.
Lessmann und Ziller veröffentlichten derweil die EP Glaub dran unter dem Namen „Lessmann/Ziller“, deren sechs Lieder alle in deutscher Sprache sind.
Im Jahr 1995 kauften Lessmann und Ziller von der restlichen verbleibenden Band die Namensrechte an Bonfire zurück. Währenddessen schrieben sie noch die Filmmusik für Joseph Vilsmaiers Film Charlie & Louise. Im Jahr darauf erschien in neuer Besetzung das Comeback-Album Feels Like Comin’ Home. Gleichzeitig wurde mit dem in limitierter Auflage erschienenen Freudenfeuer ein Album veröffentlicht, das ausschließlich Lieder mit deutschen Texten enthält. Die ehemaligen Mitglieder Angel Schleifer und Jörg Deisinger, die bereits 1993 mit dem Bonfire-Kurzzeitmitglied Michael Bormann als Charade weitergemacht hatten, versuchten mit Projekten wie Demon Drive (1995, nur Schleifer) und Sabu (1996) ihr Glück.
Im Jahr 1997 erschien dann mit neuer, zum Teil von Ez Livin’ mitgebrachter Besetzung – Sänger Claus Lessmann, die Gitarristen Hans Ziller und Chris Lausmann, Bassist Uwe Köhler und Schlagzeuger Jürgen „Bam Bam“ Wiehler – das Album Rebel Soul. Claus Lessmann ist auch als Interpret des bekannten FC-Bayern-Songs Stern des Südens bekannt.
Chris Lausmann verabschiedete sich 2002 aus dem Line-up und wurde durch Keyboarder Thomas Streck ersetzt. Dieser wurde wiederum 2005 durch den Gitarristen Chris „Yps“ Limburg ausgetauscht. 2007 ging die DVD Double Vision, produziert von der Londoner Filmproduktionsfirma Transistor Pictures in den Handel; Regie führte Bernhard Kellerer.
Für die im Stadttheater Ingolstadt von 2008 bis 2010 aufgeführte Rockoper The Räuber schrieben Lessmann und Ziller die Musik. Bonfire trat dabei live auf der Theaterbühne auf und machten die Rockoper mit mehr als 50 ausverkauften Shows zu einer der erfolgreichsten Aufführungen des Theaters Ingolstadt. Bonfire veröffentlichten zur Show die CD The Räuber, sowie eine Doppel-DVD mit dem kompletten Stück, den Videos und der neuen Version von You make me feel.
Im Januar 2009 gab die Band bekannt, sich „im gegenseitigen Einvernehmen und in aller Freundschaft“ von Jürgen „Bam-Bam“ Wiehler zu trennen. Dominik Hülshorst, der bereits von 1985 bis 1987 bei Bonfire gespielt hatte, kehrte so, nach über zwanzig Jahren, auf den Schlagzeugerposten zurück.
2010 veröffentlichte Bonfire bei Universal Music die Single Deutsche Nationalhymne im Zuge der Fußball-Weltmeisterschaft in Südafrika. Die Single schaffte es in die Top 50 Single-Charts und hielt sich dort 7 Wochen.
In einer Ansage zu Proud of My Country warf der damalige Sänger Lessmann 2010 „den Juden“ vor, sie würden bis heute „immer noch“ am Holocaust verdienen, und forderte: „Damit muss Schluss sein! Wir wollen endlich wieder stolz auf unser Land sein!“. Im Blog Störungsmelder von Die Zeit schrieb Jan Jetter, dass Lessmann damit „offenbar an vielen Punkten einen neurechten Nerv“ getroffen habe. Die Band verbittet es sich allerdings, mit rechtem Gedankengut in Verbindung gebracht zu werden und beteuerte nochmals öffentlich am 8. April 2020 in einem Live-Interview in den „PM7 Studios“, nichts mit der rechten Szene oder deren Anhängern zu tun zu haben.

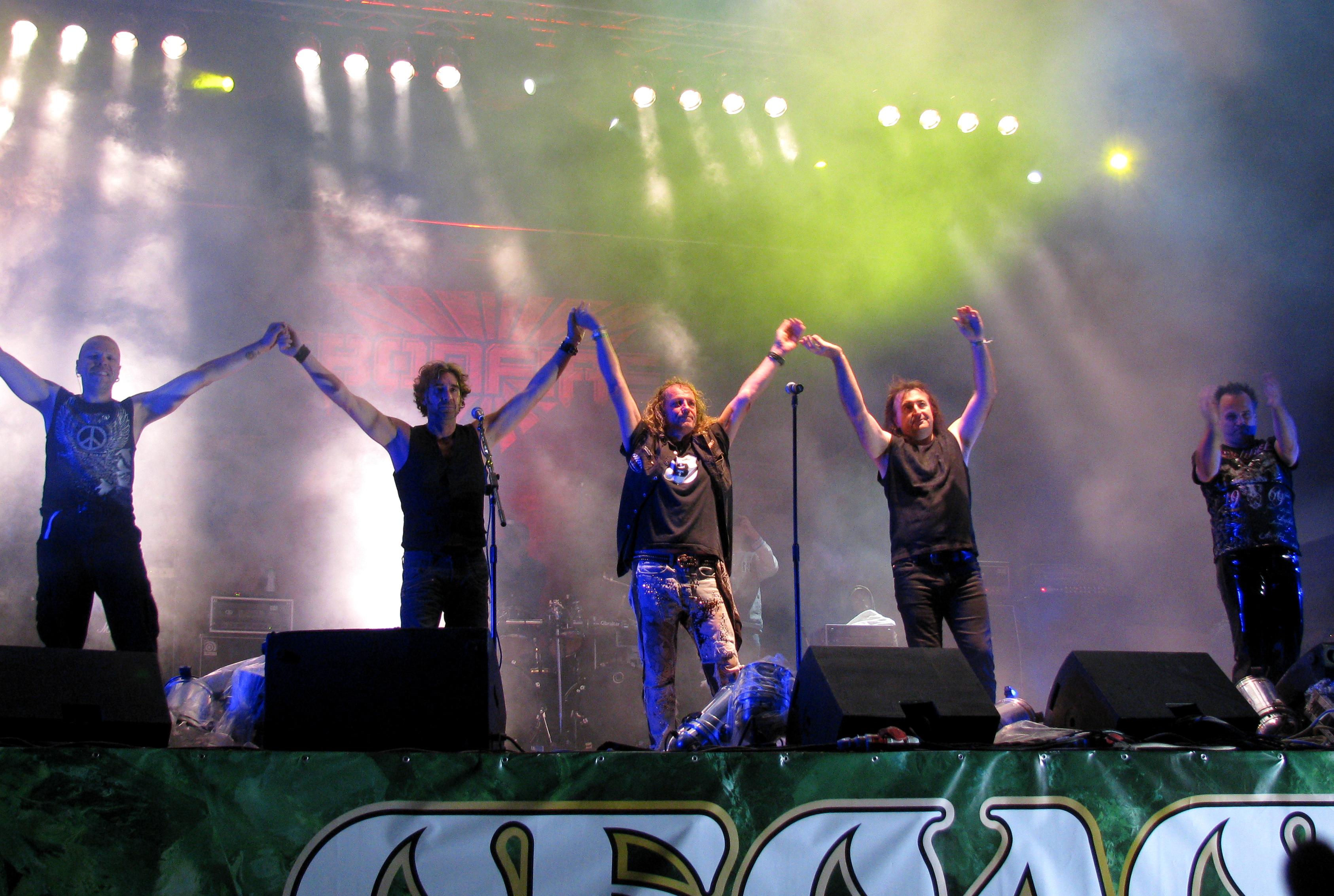
Bonfire auf dem Global East Rock Festival 2010

Am 21. Januar 2011 erschien Bonfires letzter Longplayer Branded mit zwölf Liedern, darunter Neuauflagen der bereits veröffentlichten Songs I Need You und Rivers of Glory. Auch dieses Album erreichte wieder die Top 100 Album-Charts. Im Oktober desselben Jahres erschien das Live-Album Fireworks… Still Alive, das neben dem kompletten Fireworks-Album die vier zusätzlichen Tracks You Make Me Feel, Just Follow the Rainbow, Sword and Stone und das Steve-Lee-Tribute I'm on My Way enthält.
2012 trennten sich Bonfire und Schlagzeuger Dominik Hülshorst in gegenseitigem Einvernehmen. Die vakante Position wurde mit Harry „Fireworks“ Reischmann besetzt, der bereits im März 2012 mit der Band in der Ukraine auftrat. Im Mai 2013 veröffentlichte die Band das Live-Album Live in Wacken.
Im Oktober 2014 trennte sich die Band von Lessmann. Als vorübergehender Ersatz wurde David Reece (Ex-Sänger von Accept) verpflichtet, der auch bereits bei Zillers kurz zuvor reaktiviertem Zweitprojekt „EZ Livin’“ sang.
2015 verabschiedeten sich Bonfire auch von Schlagzeuger Harry Reischmann. Die Position wurde mit dem erst 22-jährigen Tim Breideband besetzt, der mit Bonfire 2016 auf große „30-years of Bonfire“-Jubiläums-Europatour ging.
Im Juli 2016 trennte sich die Band von Interims-Shouter David Reece, der ursprünglich durch den Ex-Bonfire Sänger Michael Bormann ersetzt werden sollte. Als Überbrückung für den noch vertraglich gebundenen Michael Bormann wurde mit Alex Stahl ein Sänger für die Zeit bis zum Eintritt von Bormann verpflichtet, da die Band ebenfalls vertragliche Termine zu erfüllen hatte. Stahl überzeugte jedoch derart, dass man vom geplanten Engagement Bormanns wieder Abstand nahm und Alex Stahl als festes Bandmitglied bekannt gab.
Im Juli 2021 wurde bekannt gegeben, dass Alex Stahl an Mitral-Endokarditis erkrankt ist und im Krankenhaus behandelt wird. Konzerte mussten daher abgesagt bzw. auf 2022 verschoben werden.
Im Oktober 2022 verkündete Alex Stahl seinen Ausstieg aus Bonfire. Hintergrund war eine Solidaritätsaktion mit der Ukraine. Im Erklärungstext zum Video zu Freedom Is My Belief erklärte die Band ihre Solidarität mit den geflüchteten Kindern aus der Ukraine. Stahl verstand dies als einseitige Kriegspropaganda und gegen das mit der Band verabredete Neutralitätsgebot.
Nach der Trennung von Stahl wurde der griechische Sänger Dyan Mair als mittlerweile fünfter Leadsänger der Band engagiert, mit dem sogleich die erfolgreichen drei ersten Alben komplett neu aufgenommen wurden.
Für 2024 hat Ziller seine Autobiographie angekündigt, was nach Jörg Deisingers Fire and Fame die zweite Biographie eines Bonfire-Mitgliedes ist.

## Diskografie

### Studioalben
| Jahr | Titel                                   | Höchstplatzierung, Gesamtwochen, AuszeichnungChartplatzierungen (Jahr, Titel, Platzierungen, Wochen, Auszeichnungen, Anmerkungen) | Höchstplatzierung, Gesamtwochen, AuszeichnungChartplatzierungen (Jahr, Titel, Platzierungen, Wochen, Auszeichnungen, Anmerkungen) | Höchstplatzierung, Gesamtwochen, AuszeichnungChartplatzierungen (Jahr, Titel, Platzierungen, Wochen, Auszeichnungen, Anmerkungen) | Anmerkungen                                                                         |
| Jahr | Titel                                   | DE | AT | CH | Anmerkungen                                                                         |
| ---- | --------------------------------------- | --- | --- | --- | ----------------------------------------------------------------------------------- |
| 1981 | Cacumen                                 | — | — | — | Erstveröffentlichung: 1981 als Cacumen                                              |
| 1983 | Bad Widow                               | — | — | — | Erstveröffentlichung: 1983 als Cacumen                                              |
| 1984 | Down to Hell                            | — | — | — | Erstveröffentlichung: 1984 als Cacumen                                              |
| 1986 | Don’t Touch the Light                   | — | — | — | Erstveröffentlichung: 1986                                                          |
| 1987 | Fire Works                              | DE43 (17 Wo.)DE | — | — | Erstveröffentlichung: 1987                                                          |
| 1989 | Point Blank                             | DE16 (16 Wo.)DE | — | — | Erstveröffentlichung: 1989                                                          |
| 1991 | Knock Out                               | DE44 (6 Wo.)DE | — | — | Erstveröffentlichung: 1991                                                          |
| 1996 | Freudenfeuer                            | — | — | — | Erstveröffentlichung: 1996                                                          |
| 1996 | Feels Like Comin’ Home                  | — | — | — | Erstveröffentlichung: 5. September 1996                                             |
| 1997 | Rebel Soul                              | — | — | — | Erstveröffentlichung: 1997                                                          |
| 1999 | Fuel to the Flames                      | DE32 (5 Wo.)DE | — | — | Erstveröffentlichung: 30. August 1999                                               |
| 2001 | Strike X                                | DE32 (3 Wo.)DE | — | — | Erstveröffentlichung: 2001                                                          |
| 2003 | Free                                    | DE94 (1 Wo.)DE | — | — | Erstveröffentlichung: 6. Oktober 2003                                               |
| 2006 | Double X                                | — | — | — | Erstveröffentlichung: 2006                                                          |
| 2008 | The Räuber                              | — | — | — | Erstveröffentlichung: 16. Februar 2008                                              |
| 2011 | Branded                                 | DE91 (1 Wo.)DE | — | — | Erstveröffentlichung: 21. Januar 2011                                               |
| 2015 | Glorious                                | DE52 (3 Wo.)DE | — | — | Erstveröffentlichung: 24. April 2015                                                |
| 2017 | Byte the Bullet                         | DE51 (1 Wo.)DE | — | CH79 (1 Wo.)CH | Erstveröffentlichung: 24. März 2017                                                 |
| 2018 | Temple of Lies                          | DE29 (1 Wo.)DE | — | CH54 (1 Wo.)CH | Erstveröffentlichung: 13. April 2018                                                |
| 2018 | Legends                                 | — | — | — | Erstveröffentlichung: 2. November 2018 Coveralbum                                   |
| 2020 | Fistful of Fire                         | DE35 (1 Wo.)DE | — | CH36 (1 Wo.)CH | Erstveröffentlichung: 3. April 2020                                                 |
| 2021 | Roots                                   | DE68 (1 Wo.)DE | — | CH65 (1 Wo.)CH | Erstveröffentlichung: 26. Februar 2021 Akustikalbum + 5 neue Songs                  |
| 2023 | Don’t Touch the Light (MMXXIII Version) | — | — | — | Erstveröffentlichung: 22. September 2023 Neuaufnahme vom Original aus dem Jahr 1986 |
| 2023 | Fireworks (MMXXIII Version)             | — | — | — | Erstveröffentlichung: 22. September 2023 Neuaufnahme vom Original aus dem Jahr 1987 |
| 2023 | Point Blank (MMXXIII Version)           | — | — | — | Erstveröffentlichung: 22. September 2023 Neuaufnahme vom Original aus dem Jahr 1989 |
| 2025 | Higher Ground                           | DE35 (1 Wo.)DE | AT64 (1 Wo.)AT | CH28 (2 Wo.)CH | Erstveröffentlichung: 24. Januar 2025                                               |

grau schraffiert: keine Chartdaten aus diesem Jahr verfügbar

### Gemeinschaftsalben
- 2006: Toggo United – Fussball-Hymnen für die Weltmeister von morgen (mit Andy Knote, Fred Röttcher, Tina Frank, Petra Scheeser, Connie K., Ruth Kirchner, Tom Fock, Frank Schindel, Ron Van Lankeren, Andy Barsekow und Noel Pix als Toggo United Allstars)

### Livealben
- 1993: Live...The Best
- 2002: Live over Europe
- 2005: One Acoustic Night
- 2007: Double X Vision
- 2008: The Räuber Live
- 2011: Fireworks...Still Alive
- 2013: Live in Wacken
- 2019: Live on Holy Ground-Wacken 2018

### Kompilationen
- 1997: Hot & Slow (The Best of the Ballads)
- 2002: 29 Golden Bullets
- 2009: You Make Me Feel – The Ballads
- 2016: Pearls

### Singles
| Jahr | Titel Album              | Höchstplatzierung, Gesamtwochen, AuszeichnungChartsChartplatzierungen (Jahr, Titel, Album, Platzierungen, Wochen, Auszeichnungen, Anmerkungen) | Anmerkungen                |
| Jahr | Titel Album              | DE | Anmerkungen                |
| ---- | ------------------------ | --- | -------------------------- |
| 2010 | Deutsche Nationalhymne – | DE41 (6 Wo.)DE | Erstveröffentlichung: 2010 |

Weitere Singles
- 2005: Schanzer Herz (Vereinshymne FC Ingolstadt 04)